# Hessenheim
Hessenheim település Franciaországban, Bas-Rhin megyében. Lakosainak száma 614 fő (2022. január 1.). Hessenheim Artolsheim, Bœsenbiesen, Bootzheim, Heidolsheim, Mackenheim, Mussig és Ohnenheim községekkel határos.

## Népesség
A település népességének változása:
| Lakosok száma | 591  | 596  | 626  | 620  | 620  | 619  | 616  | 622  | 614  |
|               | 2013 | 2015 | 2016 | 2017 | 2018 | 2019 | 2020 | 2021 | 2022 |